# Dom van Mariestad
De Dom van Mariestad  (Zweeds: Mariestads domkyrka) is een parochiekerk in de Zweedse stad Mariestad. Het godshuis werd als een van de laatste zuiver gotische kerkgebouwen in Zweden gebouwd. De kerk is samen met de dom van Kalmar een kathedraal zonder dat er sprake is van een bisschopszetel.

## Geschiedenis
Mariestad werd in 1583 door hertog Karel gesticht. Twee jaar na de stichting werd de stad een belangrijk centrum van de reformatie en de zetel van de superintendent van Värmland en Västergötland. In 1593 werd begonnen met de bouw van een kathedraal in de traditionele gotische stijl. De Clarakerk (Klara kyrka) te Stockholm stond model voor deze nieuwbouw. De dom werd gebouwd in de vorm van een latijns kruis en een 82 meter hoge toren in het westen. In tegenstelling tot andere gotische kerken bestaat het gebouw uit één breed schip, geheel geschikt voor de preken die in de kerken van de reformatie zo'n belangrijk onderdeel van de eredienst vormen. De huidige barokke kansel en het pronkvolle altaar werden na een brand in 1693 geplaatst. In 1647 werd de bisschopszetel naar Karlstad verplaatst.
Het huidige uiterlijk van de kerk is het resultaat van een in de jaren 1903-1905 uitgevoerde restauratie door de architect Folke Zettervall.
Alhoewel Mariestad tegenwoordig geen bisschopszetel heeft, wordt de kerk nog altijd als dom betiteld. De parochiekerk valt tegenwoordig onder het bisdom Skara.

## Orgel
Het orgel werd oorspronkelijk in 1860 door de orgelbouwer Per Larsson Åkerman gebouwd. Het pijpmateriaal is van dit instrument nog altijd aanwezig, net als de prachtige orgelkas. Het orgel werd in 2011 gerenoveerd en gemoderniseerd. Tegenwoordig heeft het orgel 45 registers verdeeld over drie klavieren en pedaal. De speeltracturen zijn mechanisch, de registertracturen zijn elektrisch.

## Afbeeldingen

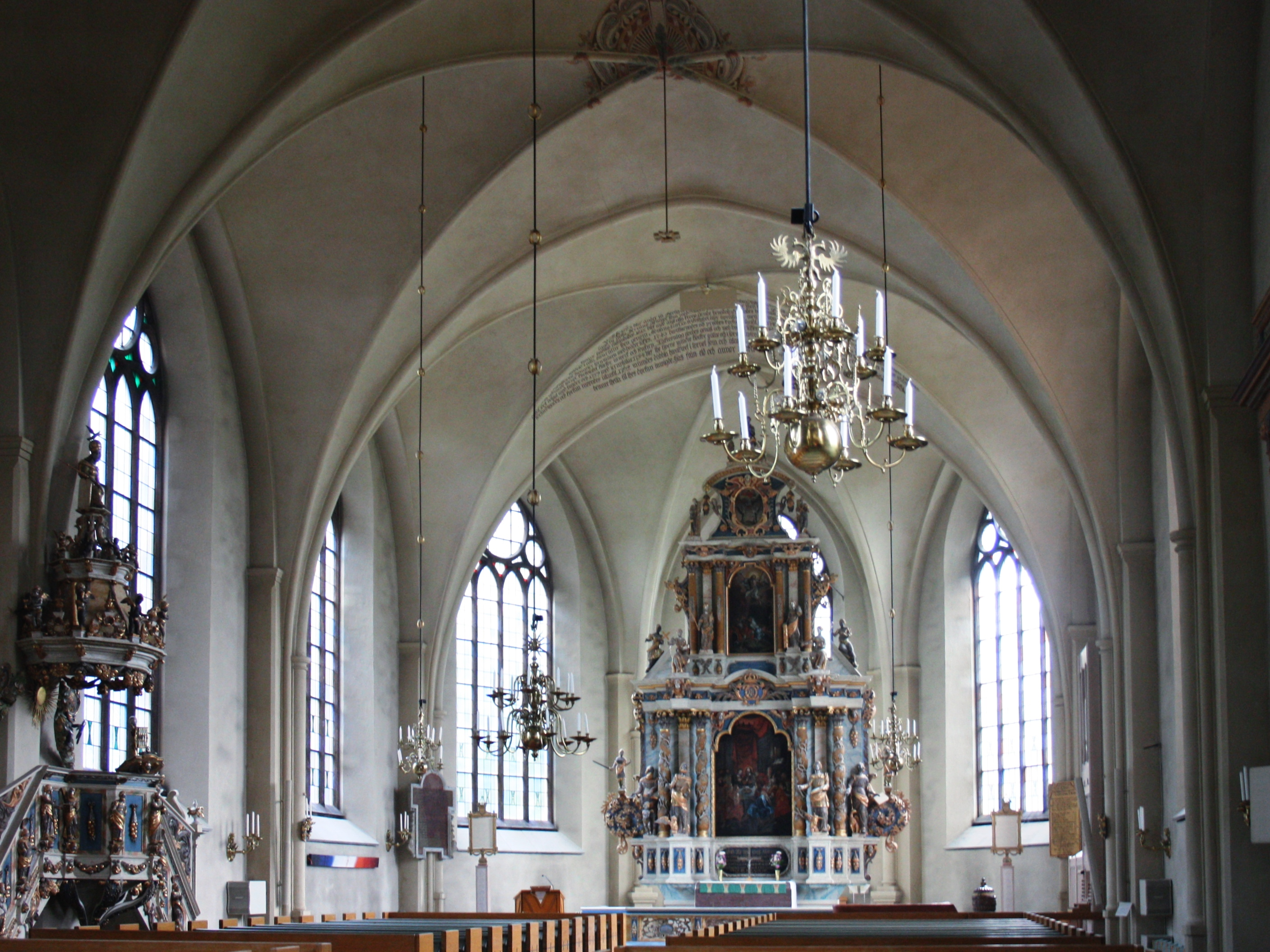
Interieur
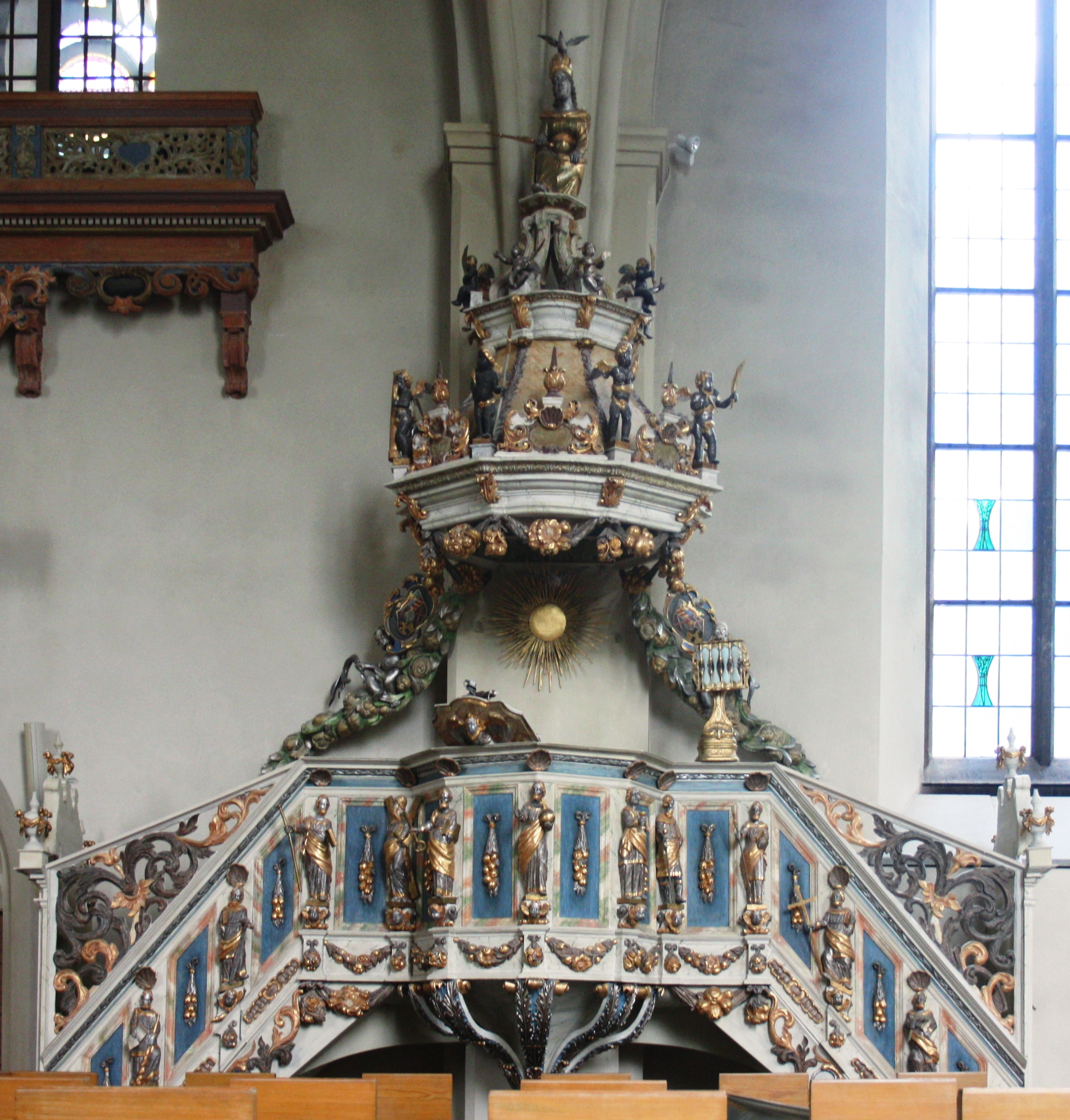
Preekstoel
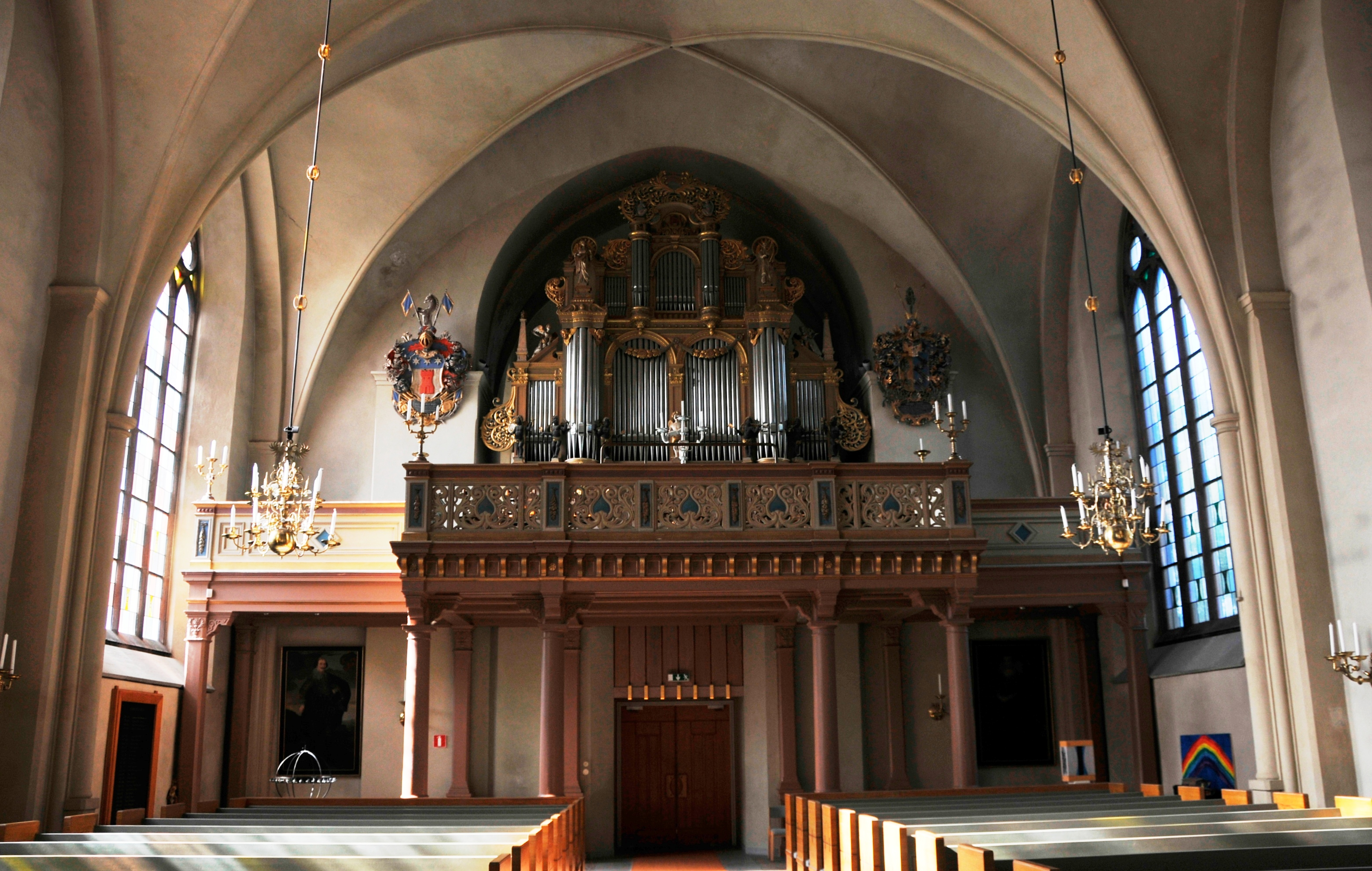
Orgel